# Metaegosoma
Metaegosoma is een kevergeslacht uit de familie van de boktorren (Cerambycidae). De wetenschappelijke naam van het geslacht werd voor het eerst geldig gepubliceerd in 2012 door Komiya & Drumont.

## Soorten
Metaegosoma omvat de volgende soorten:
- Metaegosoma annamensis (Pic, 1930)
- Metaegosoma pici (Lameere, 1915)